# 裴識
裴識（796—864），字通理，唐朝河东闻喜人，宰相裴度第三子。

## 生平
裴識聪敏有悟性，过目不忘。以荫授官，补京兆参军，升任大理少卿。唐朝官军讨伐刘稹，裴識为供军使。平定刘稹后，改任司农卿。后官至通议大夫、检校右散骑常侍、寿州刺史、本州团练使、上柱国、袭晋国公、食邑三千户、实封一百五十户，赐紫金鱼袋。大中初年，改潭州刺史、御史中丞，充湖南都团练观察使。入拜大理卿，袭晋国公半封。为泾原节度使。
当时吐蕃酋长尚恐热上三州七关，列屯分守。唐宣宗择名臣，以裴识担任泾原节度使，毕諴担任邠宁节度使，李福担任夏州定难节度使，皇帝亲临派遣。裴识到达，修筑堡障，修整并器，开屯田。将士守边，有时经年不得回还。裴识与他们立下戍守期限，期满更换；双亲七十以上，在近处戍守。于是将士都很喜悦，加检校刑部尚书。大中八年（854年），改任凤翔陇右节度使、正议大夫、检校户部尚书，兼凤翔尹、上柱国、袭晋国公、食邑三千户、袭实封一百五十户。
大中十一年（857年）三月，以裴识转任许州刺史，充忠武军节度、陈许蔡观察等使。之后历任天平军节度使、邠宁节度使、灵武朔方节度使。进检校尚书右仆射。灵武土地盐卤无井，裴识求神凿井，最后发现泉水。历任六节度，所到之处都有可称的政绩，于邠宁节度使任上去世，赠司空，谥昭。

## 家庭

### 父祖
高祖：裴寘
曾祖：裴有鄰，濮州濮陽令
祖父：裴淑，河南府澠池丞，累赠太尉。妻子清河崔氏
父亲：裴度，司徒兼中书令。妻某氏，父为义成军节度使
妻子：崔氏，殿中侍御史内供奉清河崔鄘次女

### 子女
- 裴佋，监察御史
- 裴迥，司封员外郎
  - 裴纯懿，掌书记
- 裴溥[7]
- 裴氏，嫁李氏[8]
- 裴氏[8]
- 裴氏[8]
- 裴氏[8]